# MG5-110 (エンジン)

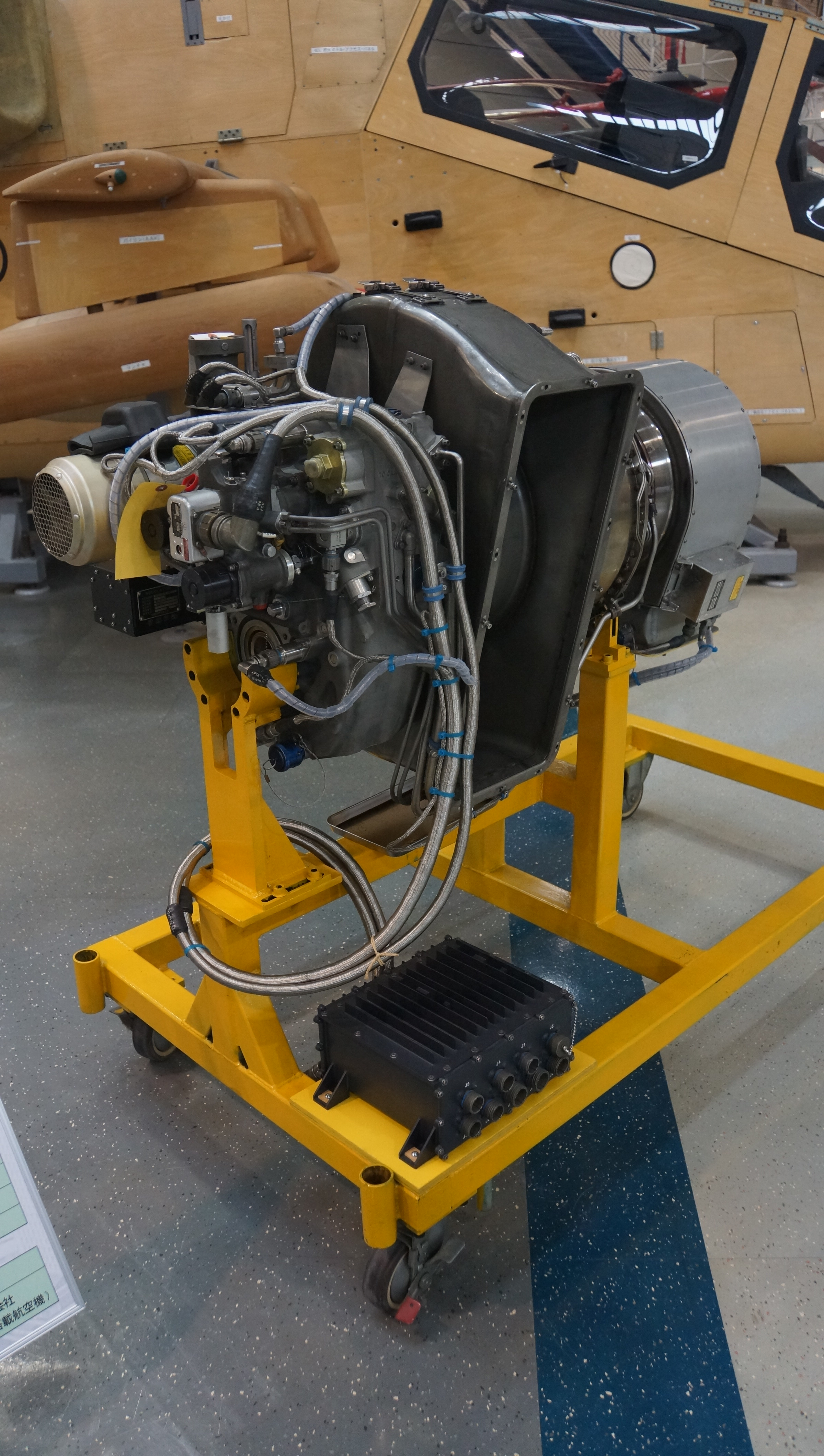
三菱MG5-110ターボシャフト・エンジン

MG5-110は、三菱重工業が民間ヘリコプタ用として開発した小型ターボシャフトエンジン。

## 概要
三菱重工業では航空用エンジンの開発という夢を持ち続け、要素技術の積み上げを行っていた。1987年に民間ヘリコプタ用エンジンの試作が認められ、850馬力のMG5プロトタイプエンジンの開発を開始。1990年までMG5の地上運転（性能・耐久試験・高空試験等）を行い、基本的信頼性を確立。1992年から改修してMG5-10とするとともに電子制御装置のFADECを開発し、実験ヘリ RP-1 (Rapid Prototyping One) 用エンジンとして地上・飛行試験が行われた。1995年から民間ヘリコプタ MH2000用の量産型エンジン MG5-100の試作が行われ、1996年までに型式承認のための耐空性審査用試験及び機体搭載状態での地上・飛行試験が行われ、1997年6月に日本で初めて型式承認を取得した。
1997年、1998年にさらに10%の出力向上をしたMG5-110の耐久試験を行い、2009年4月1日に型式承認を取得。2009年10月からMH2000に搭載され運用が開始された。
2000年に日本航空宇宙学会賞技術賞、及び同年の日本ガスタービン学会賞技術賞を受賞。
三菱重工業は同時期に防衛省OH-1観測ヘリコプター用のターボシャフトエンジンTS1を開発している。

## 型式
MG5-100
基本型。
MG5-110
10%出力向上型。

## 仕様
|              |            | MG5-100            | MG5-110            |
| ------------ | ---------- | ------------------ | ------------------ |
| 出力 (shp)   | 出力 (shp) | 800                | 876                |
| 寸法 (mm)    | 寸法 (mm)  | 1,154×574×675      | 1,150×574×730      |
| 重量 (kg)    | 重量 (kg)  | 154                | 154                |
| 回転数 (rpm) | 高圧軸     | 51,600             | 51,870             |
| 回転数 (rpm) | 低圧軸     | 32,500             | 32,500             |
| 回転数 (rpm) | 出力軸     | 5,700              | 5,700              |
| 作動域       | 高度 (ft)  | 0 〜 15,000        | 0 〜 15,000        |
| 作動域       | 速度（M）  | 0 〜 0.3           | 0 〜 0.3           |
| 作動域       | 気温（℃）  | -35 〜 標準大気+30 | -35 〜 標準大気+30 |